# Otto G. Carlsund
Otto Gustaf Carlsund, född 11 december 1897 i S:t Petersburg, död 25 juli 1948 i Stockholm, var en svensk målare, konstutställare och konstkritiker. 

## Biografi
Otto G. Carlsund föddes i S:t Petersburg, som äldsta barn till överingenjören Anton Carlsund och Gabrielle Tardif. Han växte upp där till 1908, då modern och barnen flyttade till Sverige. Han var brorsons sonson till Otto Edvard Carlsund. Han var gift med den tyska skådespelerskan Gertrud Welcker och i sitt andra äktenskap från 1935 med Margareta Frölich (1905–1970).
Otto G. Carlsund arbetade som legationstjänsteman i Petrograd 1917 och som bilförsäljare innan han bestämde sig för att bli konstnär. Han inledde sina konststudier för Richard Müller i Dresden 1921, därefter studerade han vid Konstakademien i Oslo för Christian Krohg 1922–1923. Han inspirerades till en början av kubismen och Amédée Ozenfants purism och 1924 började Otto G. Carlsund som elev till Fernand Léger på hans konstskola Académie Moderne och vän till Erik Olson. Här kom han i kontakt med neoplasticismen och utvecklade ett formspråk som till en början var starkt påverkat av Léger som också fungerade som en slags mentor för Carlsunds konstnärskap. Carlsund intresserade sig för maskiner och beskrev ett lokomotivs skönhet som den renodlade, ändamålenliga formens egen skönhet!. 
I Paris blev Otto G. Carlsund nära vän med bland andra Piet Mondrian och han arbetade med Le Corbusier.

### Art Concret

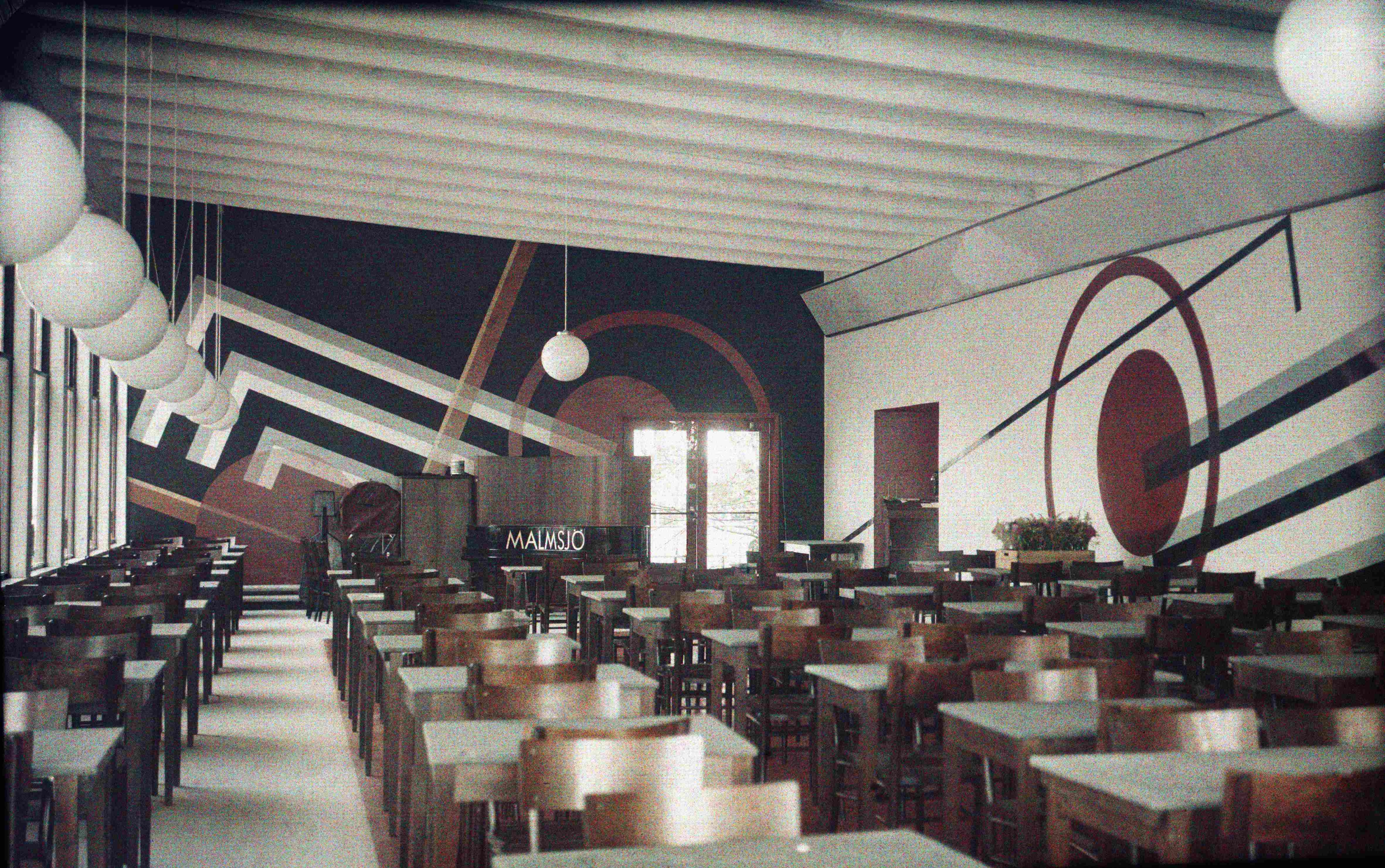
Carlsunds väggmålning 'Rapid' i Lilla Paris, 1930

I slutet av 1920-talet frigjorde sig Otto G. Carlsund något från Fernand Legérs stil. Han utvecklade då en strikt geometrisk bildvärld, hållen i strama färgskalor. År 1929 bildade han tillsammans med Theo van Doesburg, Hélion, Tutundjian och Wanz i Paris gruppen Art concret, vars manifest utgavs året därpå. Gunnar Asplund engagerade Carlsund att gestalta restaurangen "Lilla Paris" vid Stockholmsutställningen 1930.

### Internationella utställningen av post-kubistisk konst, 1930

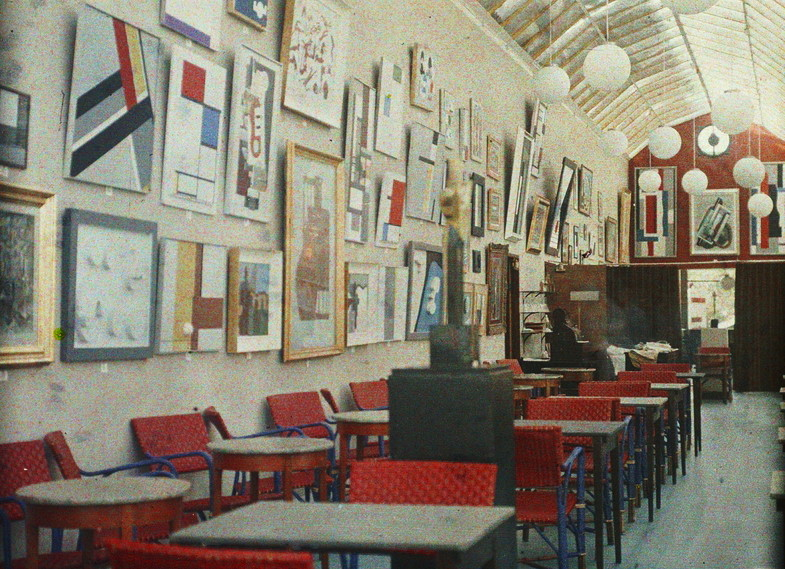
Konstutställningen i Restaurang Puck under Stockholmsutställningen

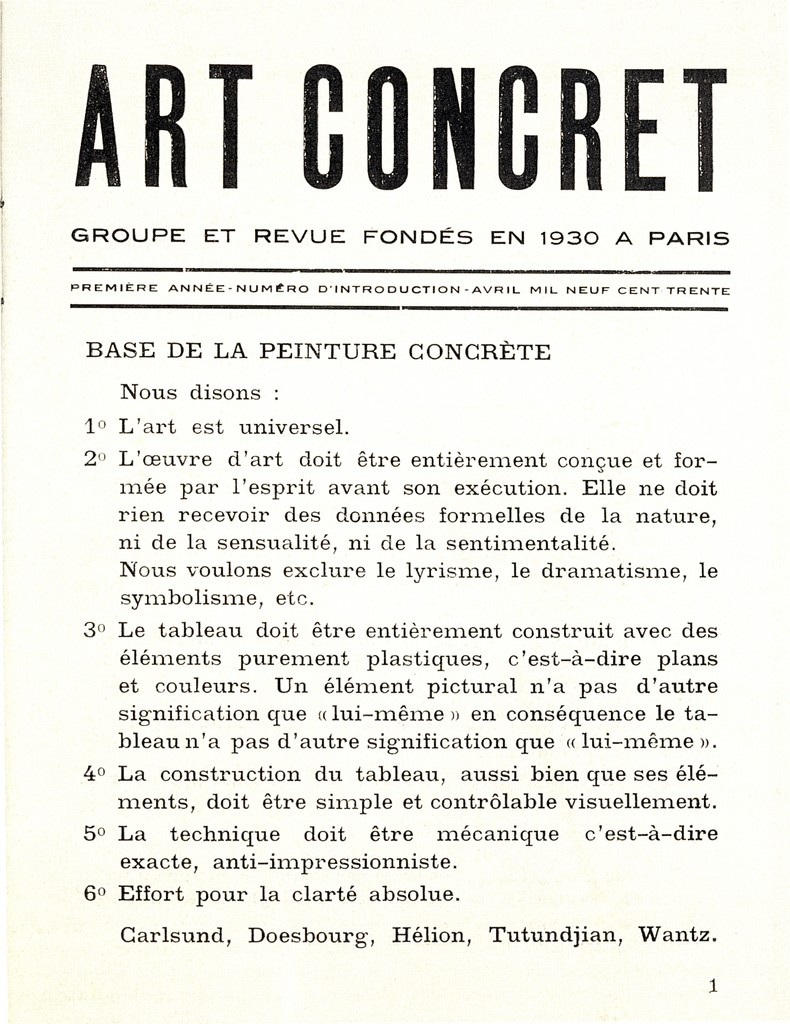
Konkretisternas Manifest, undertecknat av Carlsund mf.

Vid Stockholmsutställningen 1930 organiserade Carlsund en utställning av Post-Kubistisk-konst i Restaurang Puck. Här medverkade många tunga namn i Paris avantgarde, som Mondrian, Theo van Doesburg, Jean Arp, Sophie Taeuber-Arp och Franciska Clausen men även svenska modernister.
Utställningen blev ingen kommersiell framgång, man sålde bara tre bilder och är känd som "konkretistfiaskot". Carlsund gjorde konkurs, utställarna fick vänta tre år på sina osålda verk och Carlsunds relation till konstnärerna i Paris stördes varaktigt.

### De senare åren
Carlsund återvände till Sverige och arbetade som konstpublicist.  Carlsund finns representerad med ett bokomslag vid Nationalmuseum i Stockholm och med flera målningar vid Norrköpings konstmuseum.

## Eftermäle
- Idag beskrivs utställningen i Stockholm 1930 som "..kanske..den viktigaste modernistiska utställning som ägt rum i Sverige".[10]
- År 2012 såldes en bild av Carlsund på auktion för 7 670 000 kronor.[14]